# Phyllis Francis
Phyllis Francis (* 4. Mai 1992 in New York) ist eine US-amerikanische Sprinterin, die sich auf den 400-Meter-Lauf spezialisiert hat.
2014 wurde sie für die University of Oregon startend NCAA-Hallenmeisterin und stellte dabei mit 50,46 s einen US-Hallenrekord auf.
2015 siegte sie bei den IAAF World Relays in Nassau in der 4-mal-400-Meter-Staffel. Bei den Weltmeisterschaften in Peking wurde sie Siebte im 400-Meter-Bewerb und trug mit einem Einsatz im Vorlauf dazu bei, dass das US-Team im 4-mal-400-Meter-Staffelbewerb Silber gewann. Bei den Weltmeisterschaften in London 2017 wurde sie überraschend Weltmeisterin über 400 Meter mit einer neuen persönlichen Bestleistung von 49,92 s.

## Persönliche Bestzeiten
- 200 m: 22,70 s, 18. April 2015, Walnut
  - Halle: 22,92 s, 14. Februar 2014, Albuquerque
- 400 m: 49,92 s, 9. August 2017, London
  - Halle: 50,46 s, 15. März 2014, Albuquerque (US-Hallenrekord)